# The Mountain Goats
The Mountain Goats (de inglés: Las Cabras de Montaña) son una banda estadounidense de rock alternativo, indie rock y lo-fi formada en Claremont, California en 1991. Lo lidera John Darnielle, y mucha gente cree que él es el único miembro, pero Peter Hughes, el bajista, es la otra mitad de la banda. Darnielle empezó a grabar su música en 1991 con el grabador de un boom box. Hasta 2002, con el lanzamiento del álbum All Hail West Texas, The Mountain Goats son considerados lo-fi, pero actualmente todos los nuevos álbumes han sido grabados en un estudio profesional. Mucha de la inspiración para la banda ha sido la difícil vida de Darnielle.

## Historia
Darnielle empezó a tocar con el nombre The Mountain Goats (una referencia a la canción de Screamin' Jay Hawkins, que se llama "Yellow Coat") en 1991 in Claremont, California, donde asistía Pitzer College y trabajaba como enfermero psiquiátrico. Darnielle lanzó su primer álbum, Taboo VI: The Homecoming, de Shrimper Records, en 1991. Muchas grabaciones y actuaciones de esta época se hicieron acompañado por miembros de una banda reggae de chicas, The Casual Girls, que ponía parecido a The Bright Mountain Choir. Un miembro de este grupo, Rachel Ware, continuó acompañando a Darnielle tocando como bajista, en directo y en estudio hasta 1995, cuando Darnielle se graduó de la universidad.
Durante de los primeros cinco años, The Mountain Goats lanzaron muchas canciones en casete, en disco de vinilo 45, y disco compacto. Estos lanzamientos fueron cubiertas por muchas compañías discográficas de distintos países. Muchos aficionados no pudieron escuchar la mayoría de los temas hasta las reediciones de los 2000.
En 1995, muchos temas clásicos de The Mountain Goats (grabaciones boom-box, citas latinas, y temas mitológicos) fueron abandonados por ruidos experimentales y temas de serie. Esta época fue marcada por las colaboraciones de Darnielle con otros músicos incluyendo Alastair Galbraith y Simon Joyner.
En 2002, lanzaron dos álbumes: All Hail West Texas y Tallahassee. Estos álbumes marcan un cambio en por The Mountain Goats, yendo los primeros de una serie de álbumes conceptuales que se encuentra los aspectos de la profundidad de The Mountain Goats. All Hail West Texas contiene la resurrección de las grabaciones de boom-box de Darnielle. Darnielle cuenta que este álbum es la culminación de su edad lo-fi. Tallahassee, grabado con una banda y en estudio, explora la relación de una pareja cuyas vidas son el sujeto de la serie de canciones conocida como The Alpha Serie (vea Alpha Serie para la lista completa de canciones de esta serie).

## Miembros

### Miembros actuales
- John Darnielle - Voz, Guitarra, Piano
- Peter Hughes - Bajo, coros

### Miembros pasados y miembros por colaboración
- Rachel Ware - bajo (1992-1995)
- The Bright Mountain Choir
- The North Mass Mountain Choir
- Franklin Bruno - piano
- Lalitree Darnielle - banjo
- Alastair Galbraith
- John Vanderslice
- Erik Friedlander - celo
- Scott Solter
- Alex Decarville
- Richard Colburn - percusión
- Christopher McGuire - percusión
- Nora Danielson - violín

## Discografía[7]

### Álbumes
- Taboo VI: The Homecoming - casete (Shrimper, 1991)
- The Hound Chronicles - casete (Shrimper, 1992)
- Hot Garden Stomp - casete (Shrimper, 1993)
- Zopilote Machine - CD, casete (Ajax, 1994), CD/LP (3 Beads of Sweat, 2005)
- Sweden - CD/LP (Shrimper, 1995)
- Hail and Farewell, Gothenburg - (Unreleased, 1995)
- Nothing for Juice - CD/LP (Ajax, 1996), CD (3 Beads of Sweat, 2005)
- Full Force Galesburg - CD/LP (Emperor Jones, 1997)
- The Coroner's Gambit - CD/LP (Absolutely Kosher, 2000)
- All Hail West Texas - CD (Emperor Jones, 2002)
- Tallahassee - CD (4AD, 2002)
- We Shall All Be Healed - CD/LP (4AD, 2004)
- The Sunset Tree - CD (4AD, 4/26/05)
- Come, Come to the Sunset Tree - edición-limitada LP (4AD, 4/26/05)
- Get Lonely - CD/LP (4AD, 8/22/06)
- Heretic Pride - CD/LP (4AD, 2008)
- The Life of the World to Come - CD/LP (4AD, 2009)
- All Eternals Deck (2011)
- Transcendental Youth (2012)
- Beat the Champ (2015)
- Goths (2017)
- In League with Dragons (2019)
- Songs for Pierre Chuvin (2020)
- Getting Into Knives (2020)
- Dark in Here (2021)
- Bleed Out (2022)
- Jenny From Thebes (2023)

### Sencillos y EP
- Songs for Petronius - 7" EP (Shrimper, 1992)
- Transmissions to Horace - casete EP (Sonic Enemy, 1993)
- Chile de Árbol - 7" EP (Ajax, 1993)
- Taking the Dative - casete EP (Car in Car, 1994)
- Yam, the King of Crops - casete EP (Oska, 1994)
- Beautiful Rat Sunset - 10"/CD EP (Shrimper, 1994)
- Philyra - 7" EP (Theme Park, 1994)
- Why You All So Thief? - 7" EP (split with Simon Joyner) (Sing Eunuchs, 1994)
- Orange Raja, Blood Royal - 7" EP (with Alastair Galbraith) (Walt, 1995)
- Songs for Peter Hughes - 7" EP (Sonic Squid, 1995)
- Songs About Fire - 7" EP (Cassiel, 1995)
- Nine Black Poppies - CD EP (Emperor Jones, 1995)
- Jack and Faye - EP (no lanzado, 1996)
- Tropical Depression EP - 7" EP (partido con Furniture Huschle) (Little Mafia, 1997)
- New Asian Cinema - 1-lado 12" EP (Yoyo, 1998)
- Isopanisad Radio Hour - 1-lado 12" EP (Yoyo, 2000)
- On Juhu Beach - 3" CD EP (Nursecall, 2001)
- Devil in the Shortwave - 1-lado 12" EP (Yoyo, 2002)
- Jam Eater Blues - 7" Sencillo (Sub Pop, 2002)
- See America Right - 7"/CD Sencillo (4AD, 2002)
- Palmcorder Yajna - 7"/CD Sencillo (4AD, 2003)
- Letter from Belgium - 7"/CD Sencillo (4AD, 2004)
- Dilaudid EP - bajado por la red EP (4AD, 2005)
- Babylon Springs EP - Australiana tour EP (4AD, 2006)
- Hex of Infinite Binding (2008)
- Steal Smoked Fish (2012)
- Who You Are (2014)
- Blood Capsules (2015)
- Selected Goths in Ambient (2017)
- Mars Witch Visiones (2017)
- Hex of Infinite Binding (2018)
- Aquarium Drunkard's Lagniappe Session̟ (2018)
- Song for Sasha Banks (2018)
- Sentries in the Ambush EP (2019)

### Colecciones
- Protein Source of the Future...Now! - CD (Ajax, 1999; 3 Beads of Sweat, 2002)
- Bitter Melon Farm - CD (Ajax, 1999; 3 Beads of Sweat, 2002)
- Ghana - CD (3 Beads of Sweat, 2002)
- The Hound Chronicles - CD (Shrimper, 2012)

## Bandas similares
- The Congress (John Darnielle con Mark Givens and others)
- The Extra Glenns (Darnielle con Franklin Bruno)
- The Seneca Twins (Darnielle con Lalitree Chavanothai y Chris Butler)
- The Bloody Hawaiians (Darnielle con Joel Huschle, Mark Givens y Caroline)
- The Salvation Brothers (John tocado percusión por la banda en vivo)

## Series de canciones

### Alpha Serie
• Alpha Aquae

• Alpha Desperation March

• Alpha Double Negative: Going to Catalina

• Alpha Gelida

• Alpha Incipiens

• Alpha Negative

• Alpha Omega

• Alpha Sun Hat

• Alpha in Tauris

• Alphabetizing

• Fit Alpha Vi

• Going to Dade County

• Letter From a Motel (or if you prefer: Letter from the Alpha Motel (or if you prefer: Letter from the Alpha Privative Motel))

• One Winter At Point Alpha Privative

• Spilling Toward Alpha

• [Forgotten title] (Alpha Compunction)

### Going to...
•Alpha Double Negative: Going to Catalina 

•Flight 717: Going to Denmark 

•Going to Alaska 

•Going to Bangkor 

•Going to Bogata 

•Going to Bolivia 

•Going to Bridlington 

•Going to Bristol 

•Going to Buffalo

•Going to Chino

•Going to Cleveland 

•Going to Dade County 

•Going to East Rutherford 

•Going to France 

•Going to Georgia 

•Going to Hungary 

•Going to Jamaica 

•Going to Japan 

•Going to Kansas 

•Going to Kirby Sigston 

•Going to Lebanon 

•Going to Lubbock 

•Going to Maine

•Going to Malibu 

•Going to Marrakesh 

•Going to Maryland 

•Going to Mexico 

•Going to Michigan 

•Going to Monoco 

•Going to Morocco 

•Going to Norwalk 

•Going to Palestine 

•Going to Pomona (Or: Going Through Pomona)

•Going to Port Washington 

•Going to Queens 

•Going to Reykjavik 

•Going to San Diego 

•Going to Santiago 

•Going to Scotland 

•Going to Some Damned English City

•Going to Spain 

•Going to Spirit Lake

•Going to Tennessee 

•Going to Utrecht 

•Going to Wisconsin 

### Orange Ball Serie
El título de este serie es de un libro de Don DeLillo en que repetidamente describe el sol como una pelota naranja (en inglés: "orange ball").
•Orange Ball of Hate 

•Orange Ball of Love 

•Orange Ball of Pain 

•Orange Ball of Peace 

### QuetzalcóatlSeries
•Quetzalcoatl Comes Through 

•Quetzalcoatl Eats Plums 

•Quetzalcoatl is Born 